# Livslinjen
Livslinjen är en samlingsbox av Ulf Lundell, utgivet 29 oktober 1991. Boxen består av 5 cd-skivor som inkluderar även 23 tidigare outgivna låtar. Många av dessa finns även nu med på remastrade upplagor av originalalbumen. 9 låtar är nya versioner av tidigare utgivna låtar. Med boxen finns även en bok på 88 sidor där Lundell bland annat kommenterar varje låt som finns med i boxen.

## Låtlista

### CD1
1. "Pojkarna längst fram"
2. "Demomedley"
3. "Jag går på promenaden"
4. "Stockholms City"
5. "Då kommer jag och värmer dej"
6. "Sextisju, sextisju"
7. "Bente"
8. "Törst"
9. "USA"
10. "Och går en stund på jorden"
11. "Som en syster"
12. "Nådens år"
13. "Snön faller och vi med den"
14. "Kitsch"
15. "Kärlekens hundar"
16. "Rom i regnet"
17. "På fri fot"
18. "Ute på tippen"
19. "Växelvis går kärleken"

### CD2
1. "(Oh la la) Jag vill ha dej"
2. "Barn"
3. "Du tog mej"
4. "Hem till mina rötter igen"
5. "Glad igen"
6. "Främlingar"
7. "Ingens kvinna"
8. "Snart kommer änglarna att landa"
9. "Natt"
10. "Bättre tider" (tidigare outgiven version)
11. "Kär och galen"
12. "Öppna landskap"
13. "Aldrig nånsin din clown"
14. "När jag kysser havet"
15. "I kvinnors ögon"
16. "Lycklig, lycklig" (tidigare outgiven version, duett med Marie Fredriksson)
17. "Ryggen fri" (tidigare outgiven version)
18. "Nog nu"

### CD3
1. "Under månen i natt"
2. "Hjärtat mitt"
3. "Blues för en ung flicka"
4. "Sanna (Nyårsafton Åre 1983)"
5. "Tuff match"
6. "Min älskling"
7. "Håll min hand hårt"
8. "Blå Range Rover"
9. "Tre bröder"
10. "Om du kommer hit idag"
11. "Rialto" (tidigare outgiven version)
12. "Chans"
13. "Den vassa eggen"
14. "Inte ett ont ord"
15. "Hon älskar dej"
16. "För dom som älskar"

### CD4
1. "Fyra vindar"
2. "Lit de parade"
3. "Hemlös"
4. "En vandrande man"
5. "Främmande stad"
6. "Vänd dej inte om"
7. "Danielas hus"
8. "Det goda livet" (tidigare outgiven version)
9. "Klockan och korset"
10. "När du dansar"
11. "Stora vägen"
12. "Underlig kärlek"
13. "Skyll på stjärnorna"
14. "Du kan inte ljuga för ett hjärta"

### CD5
1. "Evangeline"
2. "Gå upp på klippan"
3. "Tempel"
4. "Dom fann en gyllne regel"
5. "Där älskande kan bo"
6. "Jordens herrar"
7. "Utanför murarna"
8. "Mina sista pengar"
9. "Allas älskling"
10. "Vänner igen"
11. "Det är inte ensamhet"
12. "Du kan inte lämna en plats (som du inte vart på)"
13. "Livslinjen"
14. "Mannen utan namn"
15. "Hon gör mej galen"
16. "Två blåa ögon"

## Listplaceringar
| Lista (1991-1992) | Topplacering |
| ----------------- | ------------ |
| Sverige           | 22           |